# Férfi 3 méteres szinkronugrás a 2013-as nyári universiadén
A 2013-as nyári universiadén a műugrás férfi szinkron 3 méteres versenyszámát július 12-én rendezték meg a Vízisportok Palotájában (Aquatics Palace).

## Versenynaptár
Az időpont helyi idő szerint, zárójelben magyar idő szerint olvasható.
| Dátum                    | Időpont       | Forduló |
| ------------------------ | ------------- | ------- |
| 2013. július 12., péntek | 12:00 (10:00) | Döntő   |

## Eredmény
| # | Név                                          | Ország                          | Döntő  | Döntő   |
| # | Név                                          | Ország                          | Pontok | Rangsor |
| - | -------------------------------------------- | ------------------------------- | ------ | ------- |
|   | Jevgenyij Kuznyecov Ilja Zaharov             | Oroszország (RUS)               | 479,34 | 1       |
|   | Lin Csin Lo Jü-tung                          | Kína (CHN)                      | 458,34 | 2       |
|   | Yahel Castillo Huerta Alejandro Daniel Islas | Mexikó (MEX)                    | 426,78 | 3       |
| 4 | Zachary Nees Samuel Dorman                   | Amerikai Egyesült Államok (USA) | 390,06 | 4       |
| 5 | Ooi Tze Liang Azman Ahmad Amsyar             | Malajzia (MAS)                  | 378,51 | 5       |
| 6 | Kim Dzsinjong Pak Csiho                      | Dél-Korea (KOR)                 | 357,75 | 6       |
| 7 | Espen Valheim Eirik Valheim                  | Norvégia (NOR)                  | 354,81 | 7       |
| 8 | Ian Matos Luiz Outerelo                      | Brazília (BRA)                  | 347,40 | 8       |